# Эгиз, Ксения Борисовна
Ксе́ния Бори́совна Эги́з (урождённая Койлю́; 19 сентября 1855 или 1854, Симферополь — 1937, Симферополь) — общественно-культурный караимский деятель в сфере образования, основатель и руководитель частной 3-го разряда элементарной школы в Симферополе.
Первая караимская женщина в Симферополе, окончившая шесть классов русской гимназии и сдавшая при мужской гимназии экзамен на звание домашней учительницы.

## Награды
Караимы высоко ценили свою учительницу: неоднократно устраивали ей торжественные чествования. В дни юбилеев караимские общины Симферополя и Евпатории преподносили ей дорогостоящие памятные подарки:
- в честь 20-летия учительской деятельности подарили ей бриллиантовую брошь;
- в честь 25-летнего юбилей — золотой жетон, усыпанный алмазами;
- в честь 35-летия преподнесли благодарственный адрес и золотой медальон, усыпанный драгоценными камнями[3].

За 35-летнюю полезную деятельность на ниве народного образования Министерством просвещения Ксения Борисовна была награждена золотой медалью с надписью «За усердие» для ношения на груди на Аннинской ленте и повышенной пенсией в сумме 49 рублей 42 копейки в месяц.

## Общественно-культурная деятельность
До конца своих дней Ксения Борисовна принимала участие в караимских общественных делах, будучи до 1925 года членом правления Симферопольской караимской общины, а в 1925—1931 годах членом правления Крымского объединения караимских общин (КрымОКО).

## Публикации
- Караимские песни (с нотами) // Караимская жизнь. — М., 1912. — № 10—11. — С. 13—15.
- Из моих воспоминаний // Бизым йол. — Симферополь, 1927. — С. 87.